# Carcano (fusell)

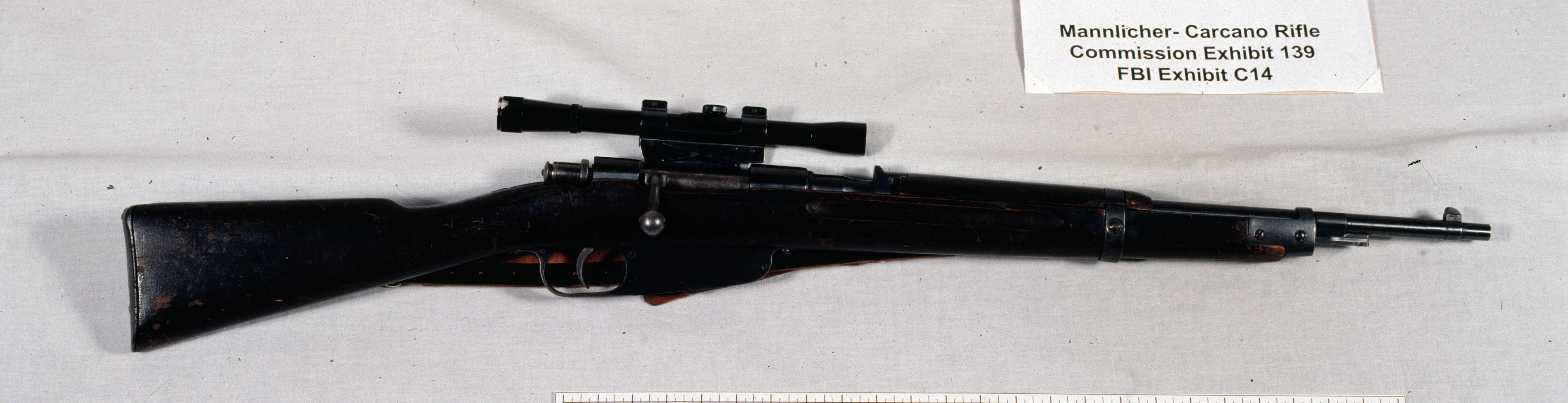
El fusell de Lee Harvey Oswald, un Mannlicher-Carcano model 1938

Carcano és una sèrie de fusells militars amb forrellat italians.
Aparegut el 1891, aquest fusell tenia un calibre de 6,5 x 52 mm. Havia estat desenvolupat per Salvatore Carcano a l'arsenal militar de Torí el 1890, amb el nom de Model (M91), i fou produït del 1891 al 1941. L'M91 equipà la major part de tropes italianes durant la Primera Guerra Mundial.
Tot i que aquest fusell ha estat normalment conegut amb el nom de Mannlicher-Carcano i més rarament Mauser-Paravicino, aquest nom no ha estat mai oficial - el seu nom oficial era simplement, en italià, "Modello 91" o "il Novantuno". El nom Mannlicher-Carcano és equívoc, perquè el sistema de carregament amb forrellat estava basat en el forrellat alemany de tipus Mauser, i no en el forrellat austríac de tipus Mannlicher. De fet, el nom Mannlicher (del seu inventor, Ferdinand Mannlicher) fa referència al fet que el fusell utilitza un carregador alimentat per dalt, amb el forrellat posicionat al darrere, per una tira de carregador que conté 6 cartutxos, la qual cosa facilita enormement l'aprovisionament.
Els fusells Carcano M91 i les seves versions de carrabina i mosquetó, foren profusament emprats per les tropes del CTV durant la Guerra Civil espanyola.
Una versió escurçada del fusell, el Model 1938 (M 38), entrà en producció sota la forma de fusell i de carrabina en 1937 i fou utilitzada per les tropes italianes durant la Segona Guerra Mundial, tot i que algunes tropes utilitzaven encara l'M91. Una versió lleugerament modificada, de canó llarg, fou igualment desenvolupada (Model 91/41 o M 41).
D'entrada, els M 1938 foren produïts amb calibre 7.35 x 51 mm, però la producció retornà a l'antic calibre de 6.5 x 52 mm el 1940. Algunes carrabines M 38 utilitzaren també el calibre alemany 7.92 x 57 mm Mauser, i són probablement de producció de postguerra per al Pròxim Orient.
Després de la Segona Guerra Mundial, Itàlia reemplaçà els Carcano per l'M-1, un fusell semiautomàtic nord-americà de calibre 30 (7.62 mm). Grans quantitats de Carcanos que ja no feien servei, foren venuts als mercats del Canadà i dels Estats Units a partir dels anys 50.
El model més cèlebre de Mannlicher-Carcano és el fusell M 91/38 de 6.5 x 52 mm, designat per la Comissió Warren com l'arma amb la qual Lee Harvey Oswald va assassinar el president Kennedy a Dallas, el 22 de novembre de 1963. Oswald havia comprat el fusell per correspondència per un import de 21.95 dòlars, al mateix temps que un revòlver.(Vegeu la factura).

## Especificacions tècniques[1]
- Origen: Itàlia
- Tipus: fusell de forrellat
- Carregador: sis cartutxos
- Longitud total: 1 021 mm
- Longitud del canó: 530 mm
- Pes: 3,40 kg
- Calibre: 6,5 mm X 52 mm